# San Casciano in Val di Pesa
San Casciano in Val di Pesa és un comune (municipi) de la ciutat metropolitana de Florència, a la regió italiana de la Toscana, situat uns 15 km al sud-oest de Florència. L'1 de gener de 2018 tenia 17.171 habitants.
San Casciano in Val di Pesa limita amb els municipis de Greve in Chianti, Impruneta, Montespertoli, Scandicci i 
Tavarnelle Val di Pesa.

## Llocs d'interès

### Esglésies parroquials

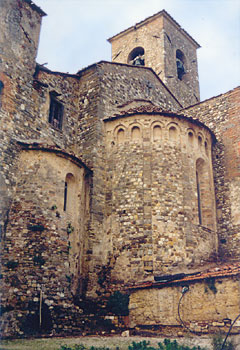
Pieve de San Pancrazio.

- Pieve di San Pancrazio, situada al turó que divideix les valls dels rierols de Pesa i Virginio. Coneguda des del segle x, destaca l'absis d'estil arquitectònic llombard. L'interior té una nau principal i dues laterals. Les obres d'art inclouen una "Verge amb el Nen" de l'escola d'Agnolo Gaddi i una crucificació de Santi di Tito, que data de 1590. També destaca el studiolo de Cosimo Gheri, alumne de Santi de Tito, amb preciosos frescos que representen les arts liberals i poetes i científics de l'era clàssica.
- Pieve di Santo Stefano, a la frazione de Campoli, construïda al segle ix. Va ser una possessió dels bisbes de Florència, inclòs el futur papa Climent VII, que va servir aquí com a sacerdot. Al segle xviii, l'interior va ser renovat seguint l'estil barroc i s'hi va afegir un pòrtic.
- Pieve di Santa Cecilia es troba a la frazione de Decimo. S'ha esmentat en un document de Carlemany datat el 774. Va ser restaurat el 1728 i té una nau principal i dues laterals; només queda el campanar de l'edifici romànic original.
- Pieve di San Giovanni a Sugana, situat a 232 metres sobre el nivell del mar, a prop de la frazione de Cerbaia. Es va esmentar en un document de 1019 amb el nom de Pieve di Soana. La façana presenta un portal romànic original i una única finestra ogival.

### Altres esglésies
- Chiesa del Suffragio (Santa Maria del Gesù), que ara allotja el Museu de les Belles arts, amb una "Verge entronitzada" (1319), que és la primera obra coneguda d'Ambrogio Lorenzetti, i les "Històries de Sant Miquel Arcàngel" (1250) de Coppo di Marcovaldo.
- L'església de Santa Maria al Prato o della Misericòrdia, fundada pels dominics el 1304. Té una sola nau amb quatre altars als costats: el segon altar dret alberga l'important Crucifix de Simone Martini. També cal destacar el púlpit de marbre blanc i verd de Giovanni di Balduccio (1336-1339) i un crucifix de fusta d'aproximadament 1470.

### Castells
- Castell de Bibbione. Construït abans del 1000, aquest castell pertanyia a la família Buondelmonti, que el va restaurar al segle xi. Al segle xvi va passar a la família Machiavelli, que el va mantenir com a casa de caça fins a 1727. El castell té magnífics patis i salons. Des de fora té una forma impressionant, entre una fortalesa i una casa pairal del segle xvi.

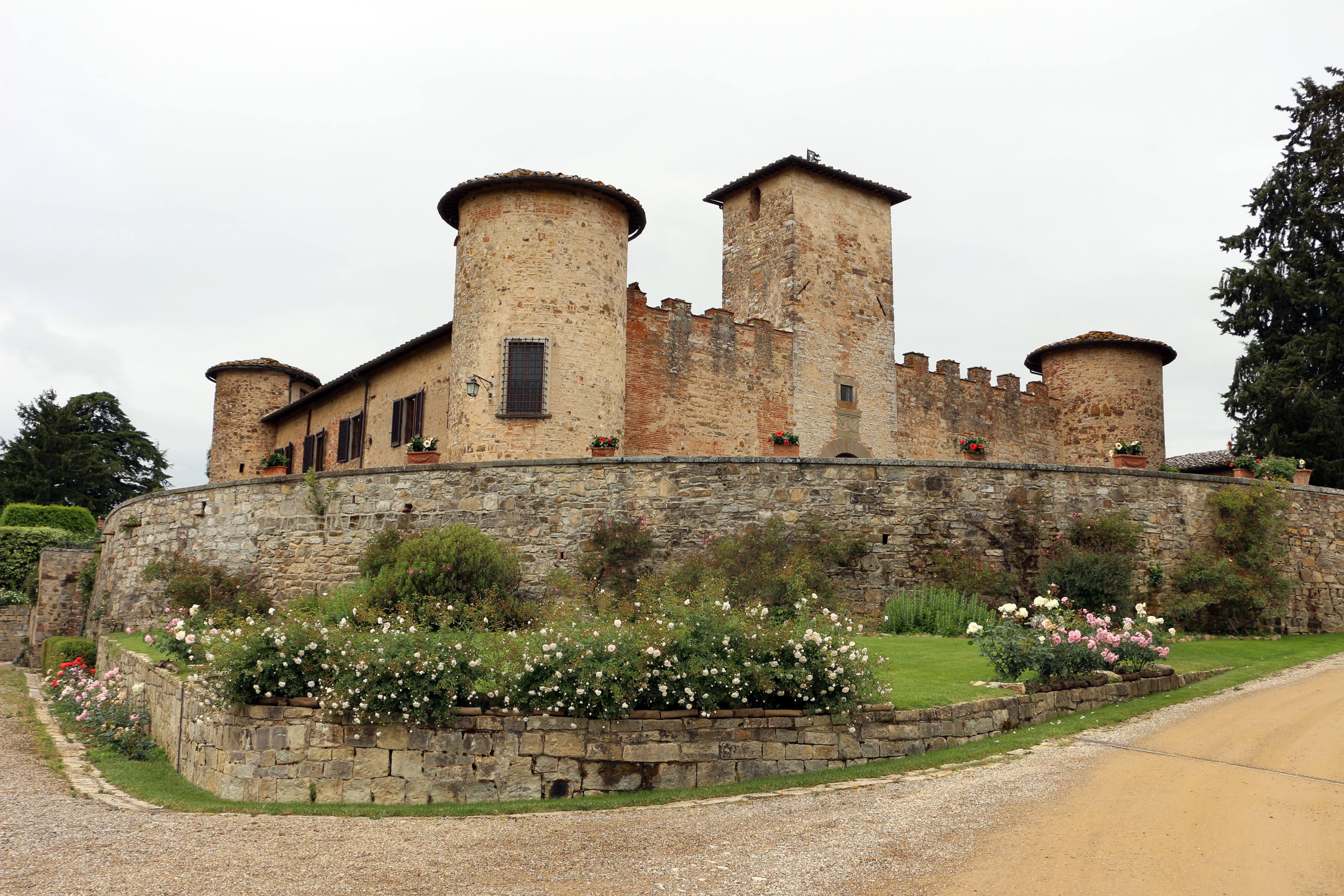
Castell de Gabbiano.

- Castell de Gabbiano. Segons les fonts del segle xi, es va construir originàriament al voltant d'una torre quadrada que va servir com a baluard a la carretera de Greve in Chianti, una de les rutes més importants entre Florència i Siena. Va ser ampliada al segle xiii per la família Bardi, de Florència. Les torres arrodonides, que revelen una influència francesa, es van afegir el 1505.
- Castell de Pergolato. Construït per la família Buondelmonti, Pergolato va ser usat originalment com a baluard per a la defensa dels dominis feudals de la família, després va servir com a casa de caça. Té grans salons decorats i elegants arcades. Està construït sobre els penya-segats abruptes situats a la vora esquerra del riu Pesa.
- Castell de Montefiridolfi, també propietat de la família Buondelmonti. Reconstruït en la seva major part, però les estructures i arquitectures originals encara són visibles.

## Ciutats agermanades
San Casciano in Val di Pesa està agermanat amb:
- Morgan Hill, Califòrnia, Estats Units
- Nieuwerkerken, Bèlgica
- Roix Pinà, Israel
- Mahbes, República Àrab Sahrauí Democràtica